# Anna Czajka

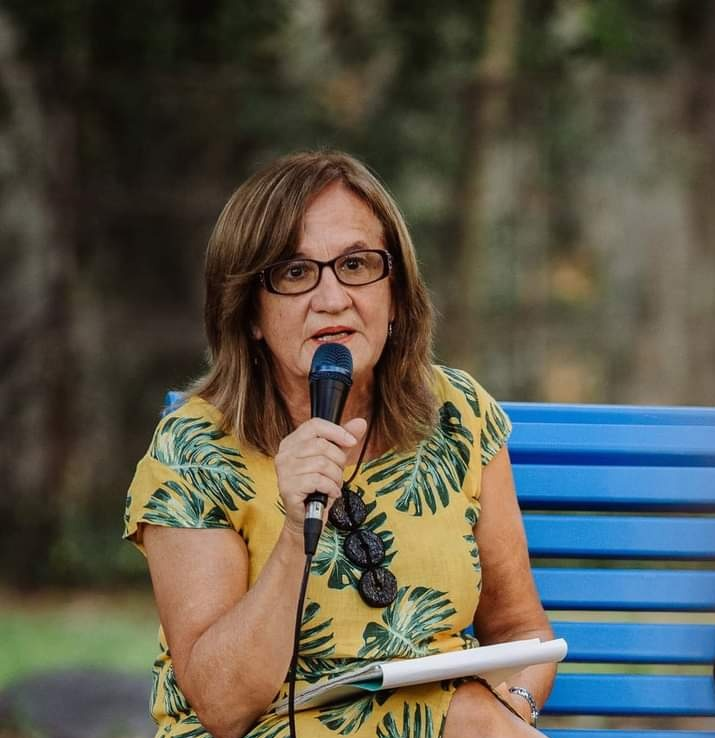
Anna Czajka

Anna Czajka (* 1952 in Ciechanów, Polen) ist eine international (Polen, Deutschland, Italien) wirkende Literaturwissenschaftlerin, Philosophin und Essayistin.
Sie ist Forscherin und Dozentin am Institut für Philosophie und Soziologie der Polnischen Akademie der Wissenschaften in Warschau, am Seminar für Allgemeine Rhetorik der Universität Tübingen und an den Universitäten Parma und Genua. Ihr erstes Arbeitsgebiet sind deutsche Literatur und Philosophie der Gegenwart, vornehmlich das Werk von Ernst Bloch, zu dem sie historisch-philologische Untersuchungen durchgeführt hat. Andere Arbeitsgebiete: Philosophie der Kultur und der Interkulturalität sowie die Frauenforschung. Herausgeberin der Polnischen Bibliothek in Italien. Mitglied des PEN Clubs.

## Wichtigste Veröffentlichungen
- Człowiek znaczy nadzieja. O filozofii Ernesta Blocha, FEA, Warszawa 1991
- Tracce dell’umano. Il pensiero narrante di Ernst Bloch, Diabasis, Reggio Emilia 2002
- Poetik und Ästhetik des Augenblicks. Studien zu einer neuen Literaturauffassung auf der Grundlage von Ernst Blochs literarischem und literaturästhetischem Werk, Duncker & Humblot, Berlin 2006
- Per una filosofia della interculturalità, in Spazio globale: politica, etica e religione, a cura di Gerardo Cunico e Alberto Pirni, Diabasis, Reggio Emilia 2005, 93-111
- La donna, la decisione dell’amore e il desiderio metafisico, in Margarete Susman, Il senso dell’amore, a cura di Anna Czajka, 9-47

## Herausgeberschaften
- Ernst Bloch, Das Abenteuer der Treue. Briefe an Karola 1928-1949, Suhrkamp, Frankfurt am Main 2005
- Margarete Susman, Il senso dell’amore, Diabasis, Reggio Emilia 2007
- Antonina Kłoskowska, Alle radici delle culture nazionali, Diabasis, Reggio Emilia 2007
- Interculturalità. Fondamenti storico-filosofici e prospettive teoriche, 2 volumi, Diabasis, Reggio Emilia (in Vorbereitung)

## Preise
- Jan Niecisław Baudouin de Courtenay, Warszawa 1974
- Ernst-Bloch-Preis (Förderpreis), Ludwigshafen am Rhein 1988
- Salvatore Valitutti, Salerno 2004